# Quand les femmes ont pris la colère

Quand les femmes ont pris la colère est un  documentaire français réalisé par Soazig Chappedelaine et René Vautier, sorti en 1978.

## Synopsis
À Couëron en 1975, à l'usine Tréfimétaux appartenant au groupe Pechiney-Ugine-Kulhman, des femmes de travailleurs envahissent le bureau du directeur. Elles racontent leurs conditions de vie. Elle obtiennent en deux heures, ce que leurs maris en grève réclamaient depuis des mois. La direction de Pechiney-Ugine-Kulhman porte plainte. Douze femmes sont inculpées de séquestration. La mobilisation s'organise. Elles font appel à Unité production cinéma Bretagne, pour documenter leur lutte. Elle vont se confier à la caméra, parler d'elle, de leur couple, de leur engagement politique. Le procès, suscitant une importante mobilisation en faveur des douze femmes inculpées, est abandonné après le retrait de la plainte. 

## Analyse
Soazig Chappedelaine commence le tournage quelques mois avant le procès. Le film pose la question du privé. Les douze inculpées revendiquent le fait d'être femmes. Parmi elles, six sont actives. Aucune ne travaille chez Tréfimétaux. Elles parlent des violences conjugales et obstétricales, de la non participation des hommes aux tâches ménagères. L'une d'elles déclare « la libération de la femme, ça passe par un changement économique ». Une autre témoigne des rapports de force entre les hommes et les femmes au sein des luttes. Elle dit « que ce soient les ouvriers, les syndicalistes ou même les militants politiques, ils ont du mal à admettre la force que peut amener la femme dans certaines luttes [...], ils ont peur de rester coincés, les femmes vont trop vite pour eux, enfin ils le ressentent un peu comme ça [...] parce que eux aussi ils ont besoin d'une certaine éducation pour, comme on dit, la libération de la femme, et dans cette expérience de Tréfimétaux, je m'en suis vraiment rendue compte ».
Le film est restauré en 2021, par Moïra Chappedelaine-Vautier. 

## Fiche technique
- Titre : Quand les femmes ont pris la colère
- Réalisation : Soazig Chappedelaine et René Vautier
- Scénario : Soazig Chappedelaine et René Vautier
- Photographie : Pierre Clément, Bruno Muel et Théo Robichet
- Son : Soazig Chappedelaine
- Montage : Maryvonne Le Brishoual
- Société de production : UPCB (Unité de production cinématographique Bretagne)
- Pays :  France
- Genre : documentaire
- Durée : 75 minutes
- Date de sortie : France - 10 janvier 1978[6]

## Sélections
- Festival international du film de Rotterdam 1977[7]
- Festival de cinéma de Douarnenez/Gouel ar filmoù 2017[7]
- Festival de Cannes 2020 (sélection Cannes Classics)[8]